# Vicente García Bernal
Vicente García Bernal (* 5. April 1929 in Fresnillo; † 26. November 2017 in Ciudad Obregón, Sonora) war ein mexikanischer Geistlicher und römisch-katholischer Bischof von Ciudad Obregón.

## Leben
Vicente García Bernal empfing am 4. April 1953 die Priesterweihe.
Papst Johannes Paul II. ernannte ihn am 30. März 1988 zum  Bischof von Ciudad Obregón. Der Apostolische Delegat in Mexiko, Girolamo Prigione, spendete ihm am 24. Mai desselben Jahres die Bischofsweihe; Mitkonsekratoren waren Luis Reynoso Cervantes, Bischof von Cuernavaca, und Javier Lozano Barragán, Bischof von Zacatecas.
Am 8. November 2005 nahm Papst Benedikt XVI. seinen altersbedingten Rücktritt an.